# 諾德伯特
諾德伯特（—695年），是7世紀末紐斯特里亞宮相。
諾德伯特是奧斯特拉西亞宮相赫斯塔爾的丕平的忠實支持者。687年6月，赫斯塔爾的丕平在泰爾特里戰役擊敗紐斯特里亞國王提烏德里克三世及其宮相伯查爾後，將法蘭克三國（紐斯特里亞、奧斯特拉西亞、勃艮第）統一於其權威之下。此後不久，丕平任命諾德伯特為紐斯特里亞宮相，此任命由國王克洛維四世於693年2月28日的一份憲章正式確認。諾德伯特擔任宮相直至去世，隨後丕平指派自己的兒子格里莫二世繼任其位。